# Randall Davidson
Pour les articles homonymes, voir Davidson.
Randall Thomas Davidson, premier baron Davidson de Lambeth (7 avril 1848 – 25 mai 1930 ), est un ecclésiastique britannique. Il est le quatre-vingt-seizième archevêque de Cantorbéry, et le premier à démissionner avant sa mort.
Il a été fait Chevalier grand-croix de l'Ordre royal de Victoria (GCVO) en 1904.
En 1911, il couronne le roi George V et la reine Mary.